# Sammlung Industrielle Gestaltung
Die Sammlung Industrielle Gestaltung ist eine Sammlung zu Design und Alltagskultur aus der DDR und wird von der Stiftung Haus der Geschichte der Bundesrepublik Deutschland getragen. Nach der Neuen Sammlung in München ist sie das zweitälteste Designmuseum in Deutschland, das nicht aus einem älteren Kunstgewerbemuseum hervorgegangen ist. Mit etwa 160.000 Objekten, Dokumenten, Fotos, Bibliothek und Archivalien ist sie die heute umfangreichste Sammlung zum ostdeutschen Produktdesign nach 1945. Inneneinrichtung, Haushalt, technisches Gerät, Unterhaltungselektronik, Spielzeug und Textilien, Plakate, Werbemittel und Verpackungen bilden die Sammlungsschwerpunkte. Die Sammlung gehört zum Bestand des Museums in der Kulturbrauerei in Berlin-Prenzlauer Berg.

## Geschichte
Die ersten Objekte der Sammlung entstammen dem von Mart Stam 1950 gegründeten „institut für industrielle gestaltung“ der Hochschule für Angewandte Kunst, das neue Produkte für die Wirtschaft der DDR entwickeln sollte. Ab 1953 baute das in Amt für industrielle Formgestaltung umbenannte Institut gezielt eine Mustersammlung guter und schlechter Gestaltung von Industrieprodukten und eigenen Entwurfsarbeiten auf. In der Folge sammelte die Einrichtung neben hochwertigen Mustern der DDR-Industrie historische Vorbilder des Deutschen Werkbunds und des Bauhauses sowie Designprodukte aus dem westlichen Ausland. Hinzu kamen ab den 1970er Jahren weitere typische Alltagsgegenstände. Gesammelt wurden auch viele Produkte mit der ab 1978 verliehenen Auszeichnung Gutes Design. Die von 1987 bis 2005 von Hein Köster geleitete Sammlung wurde für Ausstellungen des Amtes genutzt und zeigte ab 1986 eigene Studioausstellungen.
Nach der Wiedervereinigung 1990 wurde das Amt für industrielle Formgestaltung aufgelöst. Die Sammlung blieb zusammen mit der Fachbibliothek und der Fotosammlung des Amtes als Museum erhalten und wurde von der 1990 zu diesem Zweck gegründeten Stiftung Industrie- und Alltagskultur gefördert. Neuer Träger wurde zunächst 1991 das Märkische Museum, 2001 das Deutsche Historische Museum. Der Bestand wurde währenddessen um Design- und Alltagsgegenstände sowie Nachlässe stark erweitert.
Ab 1994 zeigte die Sammlung Industrielle Gestaltung in der Kulturbrauerei jährlich wechselnde Ausstellungen zur Designgeschichte und Kultur der DDR. Neben vielen anderen, wie z. B. "Christa Petroff-Bohne. Eine ostdeutsche Designer-Biographie" (2000) und Clauss Dietel und Lutz Rudolph: Gestaltung ist Kultur" (2002/2003) wird die aufwändige Werkausstellung "Kontinuität und Wandel. Produkt-Design an der Kunsthochschule Berlin-Weißensee" (2003) genannt. Kuratiert von einer studentischen Projektgruppe unter Leitung der Professoren Dietmar Palloks und Gerhard Strehl wurden hier aktuelle Arbeiten der Studenten der Kunsthochschule Berlin-Weißensee einer Dokumentation der Studienergebnisse der Jahre 1953 bis 1993 gegenübergestellt. Die Ausstellung war Teil des Veranstaltungsprogramms des Weltkongresses der Designer ICSID in der Bundesrepublik.
Nach der Übertragung an die Stiftung Haus der Geschichte 2005 wurde die Sammlung in einem neuen Depot untergebracht. Forschungsergebnisse wurden bisher nicht publiziert und Ausstellungen fanden nicht mehr statt. Die Stiftung Haus der Geschichte zeigt seit November 2013 eine neue Dauerausstellung "Alltag in der DDR" im Museum in der Kulturbrauerei. Die Planungen standen zunächst unter dem Titel „Alltag in der SED-Diktatur“. Etwa 175 der 800 Ausstellungsobjekte sind nach Angaben des Hauses der Geschichte aus der Sammlung, davon nur vereinzelte Designprodukte. Ihre Designqualität oder ihre Bedeutung in der Warenwelt der DDR werden gemäß dem Konzept nicht dargestellt. Seitdem das Ausstellungsvorhaben 2012 bekannt wurde, gab es öffentliche Debatten und internationale Proteste. abgerufen am 3. November 2013. Ein Kompromiss ergab Anfang 2013, dass das Museum ab Ende 2014 designhistorische Wechselausstellungen aus den Beständen der Sammlung zeigen wird. Die Ausstellungen sollen von einem externen Expertenteam beraten sowie von Publikationen und Diskussionsveranstaltungen flankiert werden.

## Bestände
Größere Bestandsgruppen sind: Rechen- und Informationsgeräte, Messgeräte, Maschinen, Werkzeuge, Schreibmaschinen, Fotoapparate und Projektoren, Radio- und Fernsehgeräte, Öfen und Heizgeräte, Leuchten, Tisch- und Tafelgeräte aus Keramik, Glas und Metall, Kitsch, Plastartikel, Haushaltsgeräte, Tapeten und Textilien, Stühle und Sessel, Möbel und Spielzeug.
Die Sammlung umfasst etwa 7.500 Plakate zu Kulturleben, Alltag, Wirtschaft und politischer Propaganda und Produktwerbung. Weitere Objekte dokumentieren die Symbolik und Propaganda des Staates und seiner politischen Organisationen sowie Einrichtungen von Regierungsgebäuden.

## Designer
In der Sammlung befinden sich Entwürfe von Gestaltern wie Marlies Ameling, Hedwig Bollhagen, Marianne Brandt, Friedrich Bundtzen, Ilse Decho, Clauss Dietel, Wolfgang Dyroff, Franz Ehrlich, Ursel Erbs, Ernst Fischer, Horst Geil, Horst Giese, Rudolf Horn, Margarete Jahny, Erich John, Käthe Kruse, Fritz Kühn, Erich Mendelsohn, Hans Merz, Horst Michel, Christa Petroff-Bohne, Richard Riemerschmid, Lutz Rudolph, Dietmar Scheibe, Günter Schmitz, Hildegard Schulze-Krahmer, Selman Selmanagić, Mart Stam, Ernst Rudolf Vogenauer, Wilhelm Wagenfeld, Ludwig Zepner.

## Weitere Bestände
Zur Sammlung gehört die Fachbibliothek des Amtes für industrielle Formgestaltung der DDR zu Design, Architektur und angewandter Kunst. Sie umfasst etwa 9.000 Bücher und etwa 430 Zeitschriftentitel.
Die Fotosammlung von etwa 28.000 Abzügen und 13.500 Dias dokumentiert vorwiegend prämiertes Industriedesign, Architektur und Umweltgestaltung und umfasst thematische Serien. Als Fotografen sind unter anderem Georg Eckelt, Bernd Heyden, Ute Mahler, Christine und Günter Starke, Ulrich Wüst vertreten.
Die Sammlung verwahrt Nachlässe von bekannten Designern der DDR, wie Horst Michel (1904–1989), Helene Haeusler (1904–1987), und Bestände zum Design der Firmen VEB TAKRAF (Kranbau, Fördertechnik), HELIRADIO oder August Bosse, Weimar (Inneneinrichtungen).

## Kataloge zu Ausstellungen
- Deutscher Werkbund, Regine Halter (Hrsg.): Vom Bauhaus bis Bitterfeld – 41 Jahre DDR-Design. Giessen 1991.
- Dagmar Lüder: Helene Haeusler. Leben und Schaffen einer Spielzeuggestalterin. Veröffentlichung der Sammlung industrielle Gestaltung. Berlin 1995.
- Thomas Gubig und Sebastian Köpcke: Chlorodont. Biographie eines deutschen Markenproduktes, Dresden 1996.
- Ina Merkel und Felix Mühlberg: Wunderwirtschaft. DDR-Konsumkultur in den 1960er Jahren, Köln/Weimar/Wien 1996.
- Thomas Gubig und Sebastian Köpcke: Altbewährt – jugendfrisch: Werbegrafik von Günter Schmitz. Berlin 1997.
- Thomas Gubig und Sebastian Köpcke: Horst Geil – Werbegrafiker der 50er und 60er Jahre, Berlin 1999.
- Köster, Hein u. a.: Christa Petroff-Bohne. Eine ostdeutsche Designer-Biographie, Wunsiedel 2000.
- Kassner, Jens: Clauss Dietel und Lutz Rudolph. Gestaltung ist Kultur, Chemnitz 2002.
- Zürn, Gaby/Rösgen, Petra (Hrsg.): Alles nach Plan? Formgestaltung in der DDR. Bonn 2016.